# David Levine
David Levine (Brooklyn, NY 20 de dezembro, 1926 — Manhattan, NY 29 de dezembro, 2009) era um artista e ilustrador americano conhecido pelas suas caricaturas na revista The New York Review of Books. Jules Feiffer chamou-lhe "o maior caricaturista da última metade do século XX.